# Dolgokracija
Dolgokracija (grško: Χρεοκρατία hreokratía) je dokumentarec Katarine Kitidi in Arisa Hacistefanuja, ki se poglobi v vzroke in ozadje grške dolžniške krize ter predlaga alternative. 
Dokumentarec je bil 6. aprila 2011 naložen na splet s prostim dostopom, saj ga ustvarjalci niso imeli namena tržiti, pač pa opozoriti na protislovno politiko v ozadju. Na voljo je v grščini in angleščini s francoskimi, španskimi, italijanskimi, nemškimi ali portugalskimi podnapisi. Tednik The Nation je poročal, da si je dokumentarec v prvih 5 dneh ogledalo pol milijona gledalcev.
Dokumentarcu je sledil izid istoimenske knjige v grščini.